# 남종삼
남종삼(南鍾三, 1817년 ~ 1866년 3월 7일)은 조선의 문신이며, 천주교 박해 때에 순교한 한국 천주교의 103위 성인 중에 한 사람이다. 본관은 의령이며, 세례명은 요한(Ioannes)이다.

## 생애
남종삼은 1817년에 충청도 충주에서 태어났다. 그는 자신의 큰아버지이며 조정의 고위 관료인 남상교 아우구스티노의 양자가 되었다. 남상교는 신앙생활에 방해가 된다는 생각에 조정에 나가기를 계속하여 거부하였다. 그러나 남종삼은 고위 관리가 되기를 열망했다. 그는 26세에 과거에 급제하여 홍문관 교리가 되었고, 36세에는 일본과 국경을 접하고 있는 영해의 현감이 되었다.
천주교 신자가 조정 관리로 일하는 것은 어려운 일이었다. 남종삼은 조선의 전통적인 행사에 참여하거나 주관해야 했다. 또한 그는 기생들과도 어울렸다. 그 모든 것들은 신앙 생활에 방해가 되었지만, 그의 많은 친척들이 그를 지지하고 있었기 때문에, 그는 사직할 수 없었다. 그는 가능한 한 미신행위를 멀리하려 했고 자신의 신앙과 양심에 따라서 살려했다. 그리고, 몇 년 후에, 남종삼은 벼슬을 내려놓고 고향으로 돌아와서 외국인 선교사들에게 조선어를 가르쳤다.
1863년, 그의 경제적 사정이 다시 열악해졌고, 그는 한양으로 올라와 임금의 승지가 되었으며, 왕족의 자녀들을 가르쳤다. 그는 섭정자 흥선대원군과 대면하는 일이 잦았다.
1866년에 러시아의 선박이 함경도에 침입하였다. 조정의 모든 관리들은 당황하여 어찌할 바를 몰랐다. 그들은 베이징에 있는 프랑스인이나 영국인 세력만이 러시아를 물리칠 수도 있을 것이라고 생각하였다. 섭정자 흥선대원군의 부인 민씨는 천주교인들과 친분이 두터웠으므로, 승지 남종삼으로 하여금 나라 안에 와 있는 몇몇 프랑스인 선교사들에게 그 일을 제안하였다. 남종삼은 영국과 프랑스와 교섭하여 러시아의 세력을 꺾고 천주교를 공인받으려 하였다. 흥선대원군은 베이징에 있는 프랑스인들을 움직이도록 하기 위해 남종삼에게 베르뇌 주교를 궁궐로 불러들이도록 명령하였다.
남종삼이 베르뇌 주교를 찿으러 다닐 때, 주교는 평양에 있었다. 주교가 한양으로 돌아왔을 때, 러시아인들은 이미 조선을 떠난 뒤였다. 게다가, 청나라에서 유럽인 선교사들이 학살 당했다는 오보가 전해지자, 그 일련의 사건들은 박해의 구실이 되었다. 천주교의 영향력이 궁궐로 스며드는 것을 싫어하던 고위 관리들은 흥선대원군에게 박해를 강하게 촉구하였다.
남종삼은 외국인 선교사들을 숨겨준 일이 발각되어, 1866년 3월 1일에 체포되어 투옥되었다. 그는 많은 고문을 겪은 후, 사형을 선고 받았고, 1866년 3월 7일에 서소문 밖의 사형장에서 참수되었다. 그는 예수와 마리아의 이름을 부르면서 죽음을 맞이했다. 그가 순교하던 때의 나이는 50세였다.

## 시복 · 시성
남종삼 요한은 1968년 10월 6일에 로마 성 베드로 대성당에서 교황 바오로 6세가 집전한 24위 시복식을 통해 복자 품에 올랐고, 1984년 5월 6일에 서울특별시 여의도에서 한국 천주교 창립 200주년을 기념하여 방한한 교황 요한 바오로 2세가 집전한 미사 중에 이뤄진 103위 시성식을 통해 성인 품에 올랐다.

## 같이 보기
- 병인양요

## 참고 문헌
- Catholic Bishop's Conference Of Korea. 103 Martryr Saints: 남종삼 요한 Ioannes B. Nam Chong-sam

1. ↑  http://newsaints.faithweb.com/martyrs/Korea1.htm
2. ↑  절두산 순교성지
3. ↑  〈103위 성인 (百三位聖人)〉. 《한국 브리태니커 온라인》. 2014년 10월 19일에 원본 문서에서 보존된 문서. 2015년 1월 25일에 확인함.
4. ↑  서화동/박상익, 공동취재단 (2014년 8월 17일). “교황 "순교자 유산, 세계 평화·인간가치 수호에 이바지할 것"”. 한국경제 디지털 신문. 2015년 1월 25일에 확인함.